# Bélesta (Pyrénées-Orientales)
Pour les articles homonymes, voir Bélesta.
Bélesta  est une commune française située dans le nord du département des Pyrénées-Orientales, en région Occitanie. Sur le plan historique et culturel, la commune est dans le Fenouillèdes, une dépression allongée entre les Corbières et les massifs pyrénéens recouvrant la presque totalité du bassin de l'Agly.
Exposée à un climat méditerranéen, elle est drainée par la Riberette. La commune possède un patrimoine naturel remarquable composé de quatre zones naturelles d'intérêt écologique, faunistique et floristique.
Bélesta est une commune rurale qui compte 241 habitants en 2022, après avoir connu un pic de population de 475 habitants en 1901. Elle fait partie de l'aire d'attraction de Perpignan. Ses habitants sont appelés les Ballestrucs.

## Géographie

### Localisation
La commune de Bélesta se trouve dans le département des Pyrénées-Orientales, en région Occitanie.
Elle se situe à 24 km à vol d'oiseau de Perpignan, préfecture du département, à 19 km de Prades, sous-préfecture, et à 23 km de Rivesaltes, bureau centralisateur du canton de la Vallée de l'Agly dont dépend la commune depuis 2015 pour les élections départementales.
La commune fait en outre partie du bassin de vie d'Ille-sur-Têt.
Les communes les plus proches sont : 
Cassagnes (2,6 km), Caramany (3,6 km), Montalba-le-Château (4,6 km), Ille-sur-Têt (5,3 km), Rasiguères (5,4 km), Planèzes (5,5 km), Néfiach (5,5 km), Trévillach (6,4 km).
Sur le plan historique et culturel, Bélesta fait partie du Fenouillèdes, une dépression allongée entre les Corbières et les massifs pyrénéens recouvrant la presque totalité du bassin de l'Agly. Ce territoire est culturellement une zone de langue occitane.

### Communes limitrophes
Les communes limitrophes sont  Caramany, Cassagnes, Ille-sur-Têt, Millas, Montalba-le-Château, Montner et Néfiach.
|                     | Cassagnes    | Montner |
| Caramany            | Bélesta      | Millas  |
| Montalba-le-Château | Ille-sur-Têt | Néfiach |

### Géologie et relief
La superficie de la commune est de 2 052 hectares. L'altitude varie entre 122 et 561 mètres. Le centre du village est à une altitude de 360 m.
La commune est classée en zone de sismicité 3, correspondant à une sismicité modérée.

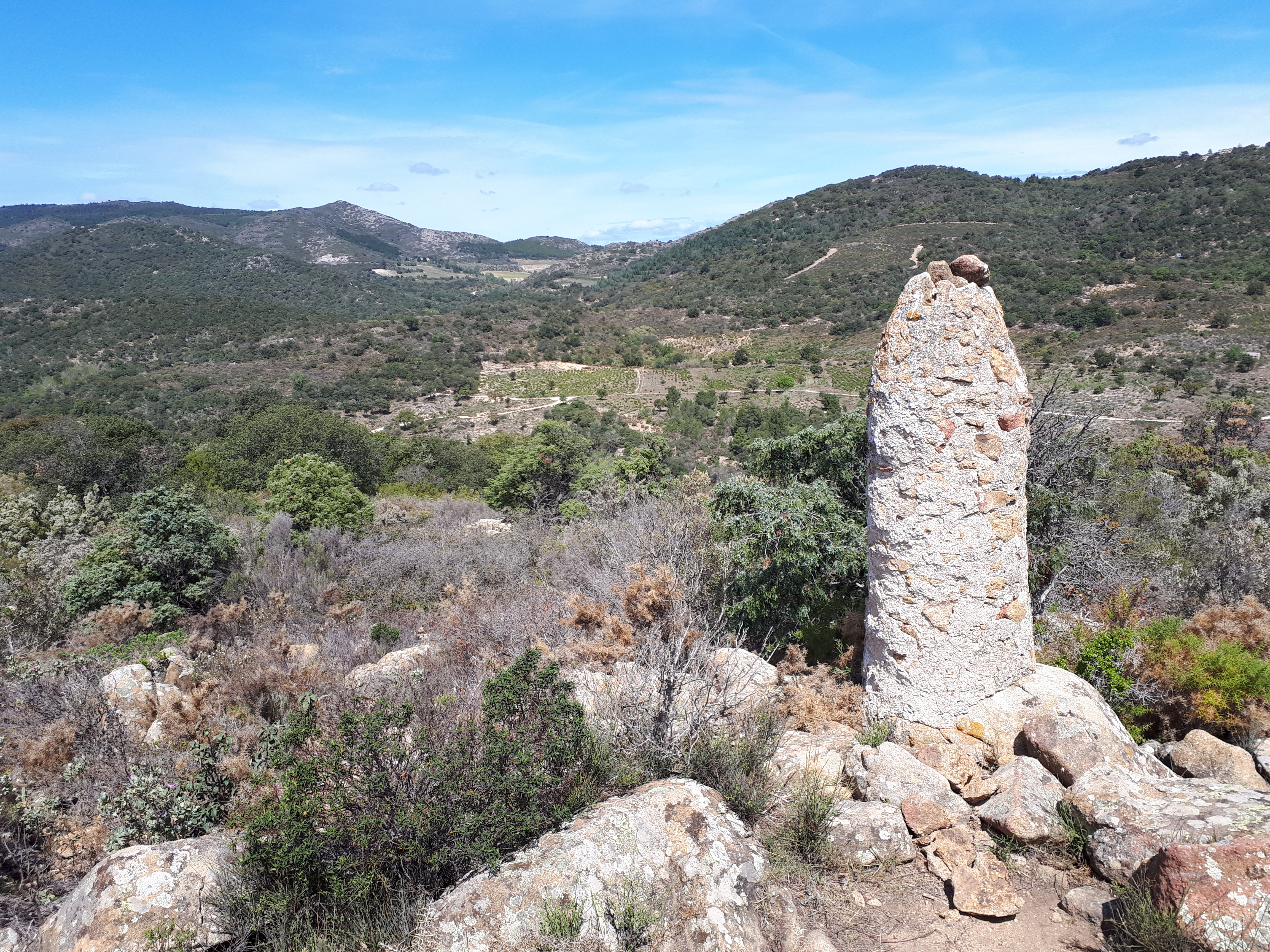
Paysage de la commune depuis une borne frontière ancienne.

### Hydrographie

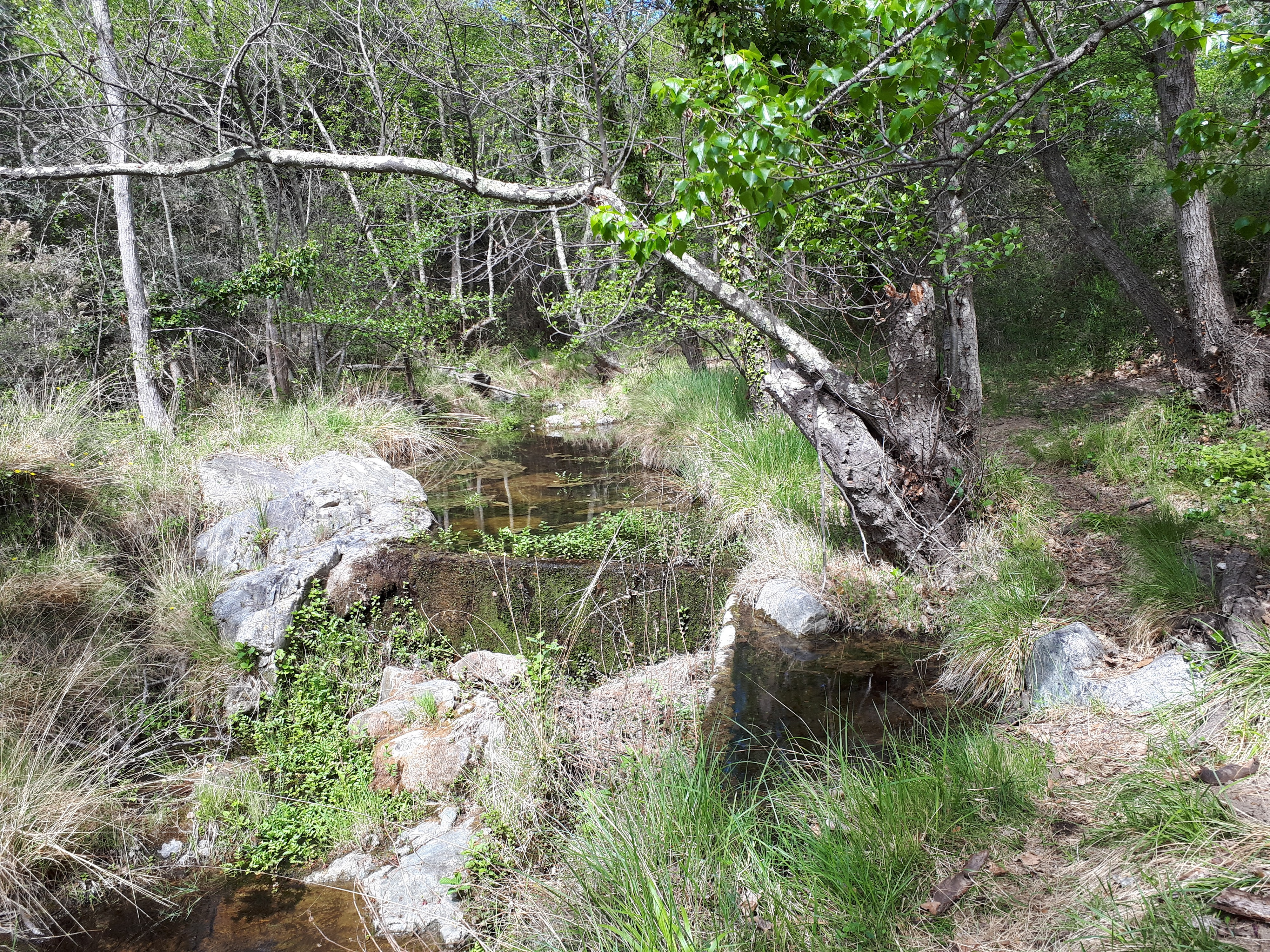
La prise d'eau d'un ancien canal sur la rivière La Crabayrisse. Aménagé il y a plusieurs centaines d'années, ce canal d'irrigation a fait fonctionner un moulin à farine. Il a aussi irrigué plusieurs jardins potagers.

### Climat
Pour des articles plus généraux, voir Climat de l'Occitanie et Climat des Pyrénées-Orientales.
En 2010, le climat de la commune est de type climat méditerranéen franc, selon une étude du CNRS s'appuyant sur une série de données couvrant la période 1971-2000. En 2020, Météo-France publie une typologie des climats de la France métropolitaine dans laquelle la commune est exposée à un climat méditerranéen et est dans la région climatique Pyrénées orientales, caractérisée par une faible pluviométrie, un très bon ensoleillement (2 600 h/an), un air sec, particulièrement en hiver et peu de brouillards.
Pour la période 1971-2000, la température annuelle moyenne est de 13,5 °C, avec une amplitude thermique annuelle de 15,3 °C. Le cumul annuel moyen de précipitations est de 813 mm, avec 6,7 jours de précipitations en janvier et 3,9 jours en juillet. Pour la période 1991-2020, la température moyenne annuelle observée sur la station météorologique la plus proche, située sur la commune de Saint-Paul-de-Fenouillet à 13 km à vol d'oiseau, est de 14,7 °C et le cumul annuel moyen de précipitations est de 765,9 mm,. Pour l'avenir, les paramètres climatiques de la commune estimés pour 2050 selon différents scénarios d’émission de gaz à effet de serre sont consultables sur un site dédié publié par Météo-France en novembre 2022.

### Milieux naturels et biodiversité
L’inventaire des zones naturelles d'intérêt écologique, faunistique et floristique (ZNIEFF) a pour objectif de réaliser une couverture des zones les plus intéressantes sur le plan écologique, essentiellement dans la perspective d’améliorer la connaissance du patrimoine naturel national et de fournir aux différents décideurs un outil d’aide à la prise en compte de l’environnement dans l’aménagement du territoire.
Trois ZNIEFF de type 1 sont recensées sur la commune :
- le « massif du pic Aubeill » (740 ha), couvrant 2 communes du département[18] ;
- le « massif du Sarrat d'Espinets » (1 772 ha), couvrant 6 communes du département[19],
- le « plateau de Rodès et de Montalba » (2 677 ha), couvrant 5 communes du département[20] ;

et une ZNIEFF de type 2, : 
le « massif du Fenouillèdes » (34 157 ha), couvrant 40 communes dont une dans l'Aude et 39 dans les Pyrénées-Orientales.

Carte des ZNIEFF de type 1 et 2 à Bélesta.
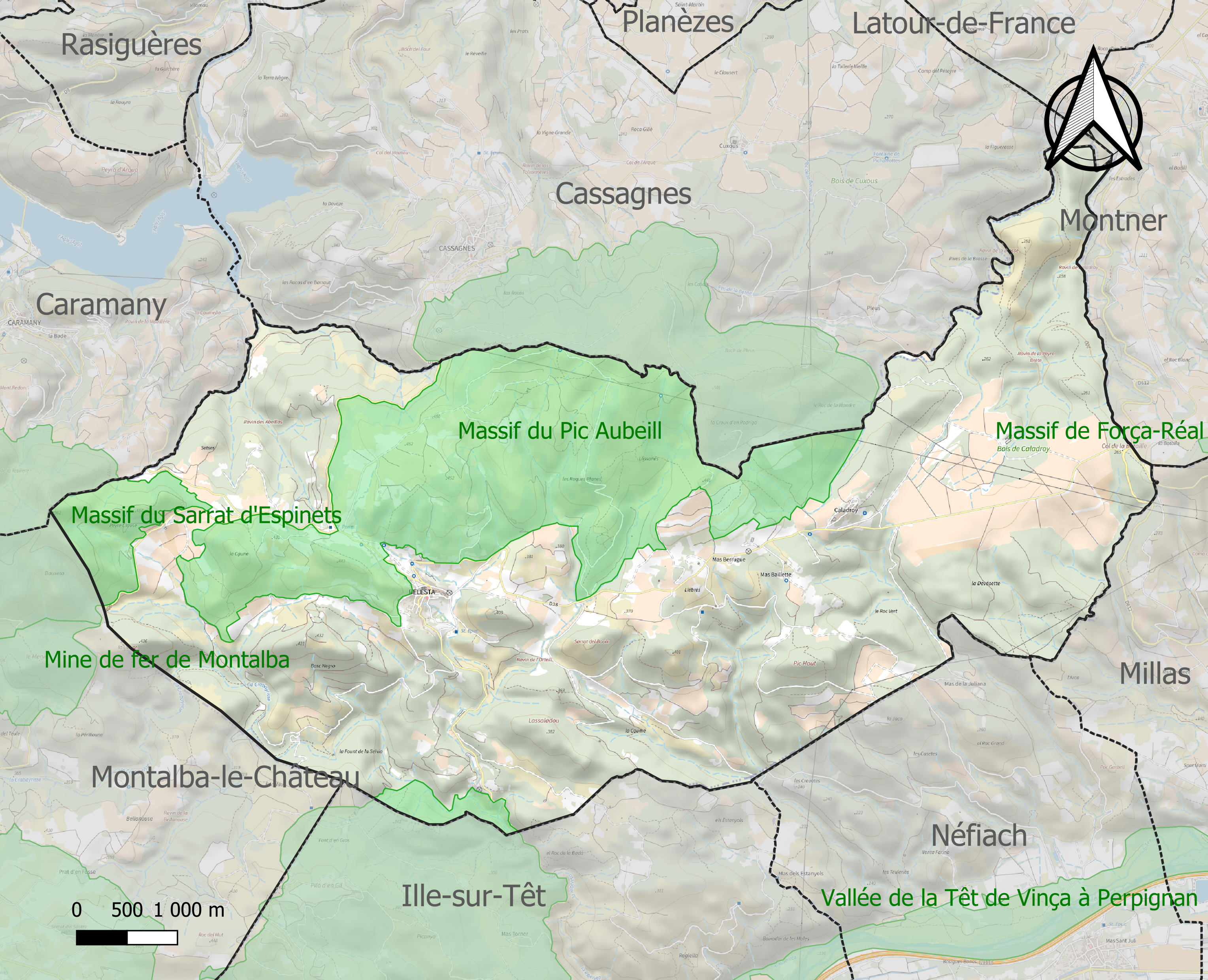
Carte des ZNIEFF de type 1 sur la commune.
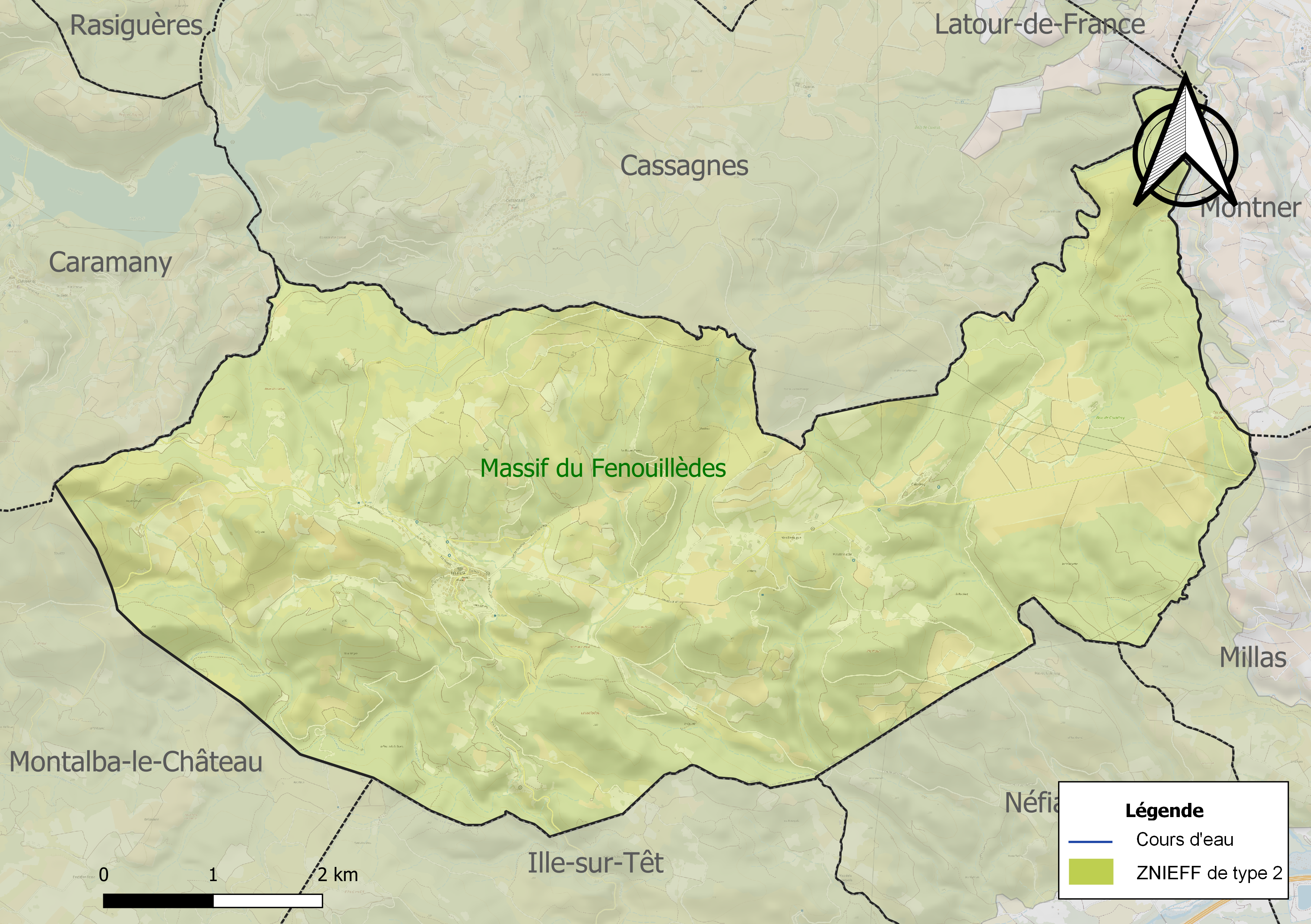
Carte de la ZNIEFF de type 2 sur la commune.

## Urbanisme

### Typologie
Au 1er janvier 2024, Bélesta est catégorisée commune rurale à habitat dispersé, selon la nouvelle grille communale de densité à sept niveaux définie par l'Insee en 2022.
Elle est située hors unité urbaine. Par ailleurs la commune fait partie de l'aire d'attraction de Perpignan, dont elle est une commune de la couronne,. Cette aire, qui regroupe 118 communes, est catégorisée dans les aires de 200 000 à moins de 700 000 habitants,.

### Occupation des sols

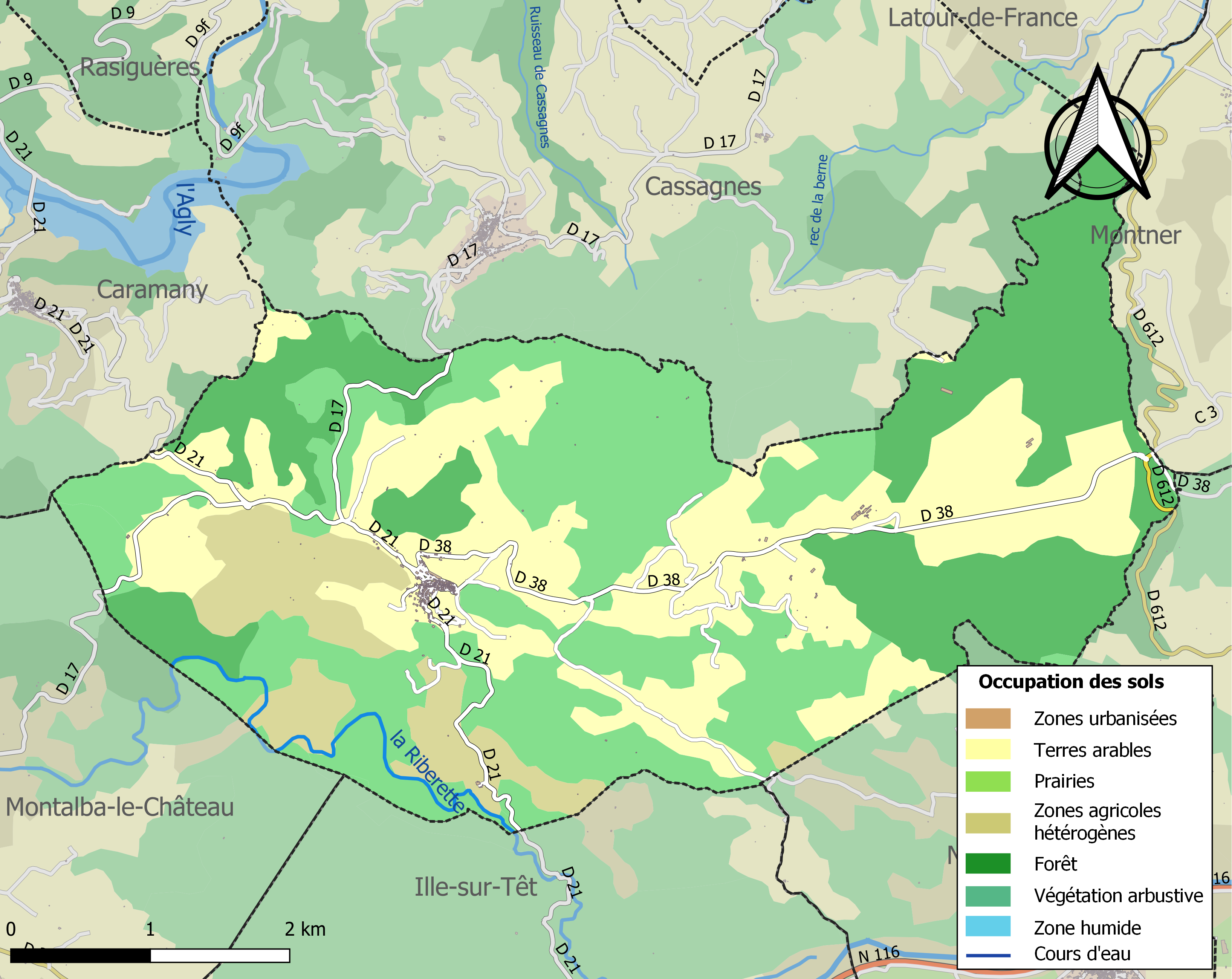
Carte des infrastructures et de l'occupation des sols de la commune en 2018 (CLC).

L'occupation des sols de la commune, telle qu'elle ressort de la base de données européenne d’occupation biophysique des sols Corine Land Cover (CLC), est marquée par l'importance des forêts et milieux semi-naturels (59,4 % en 2018), en diminution par rapport à 1990 (60,8 %). La répartition détaillée en 2018 est la suivante : 
milieux à végétation arbustive et/ou herbacée (33,9 %), cultures permanentes (31,3 %), forêts (25,5 %), zones agricoles hétérogènes (9,2 %). L'évolution de l’occupation des sols de la commune et de ses infrastructures peut être observée sur les différentes représentations cartographiques du territoire : la carte de Cassini (XVIIIe siècle), la carte d'état-major (1820-1866) et les cartes ou photos aériennes de l'IGN pour la période actuelle (1950 à aujourd'hui).

### Risques majeurs
Le territoire de la commune de Bélesta est vulnérable à différents aléas naturels : inondations, climatiques (grand froid ou canicule), feux de forêts, mouvements de terrains et séisme (sismicité modérée). Il est également exposé à un risque particulier, le risque radon,.

#### Risques naturels

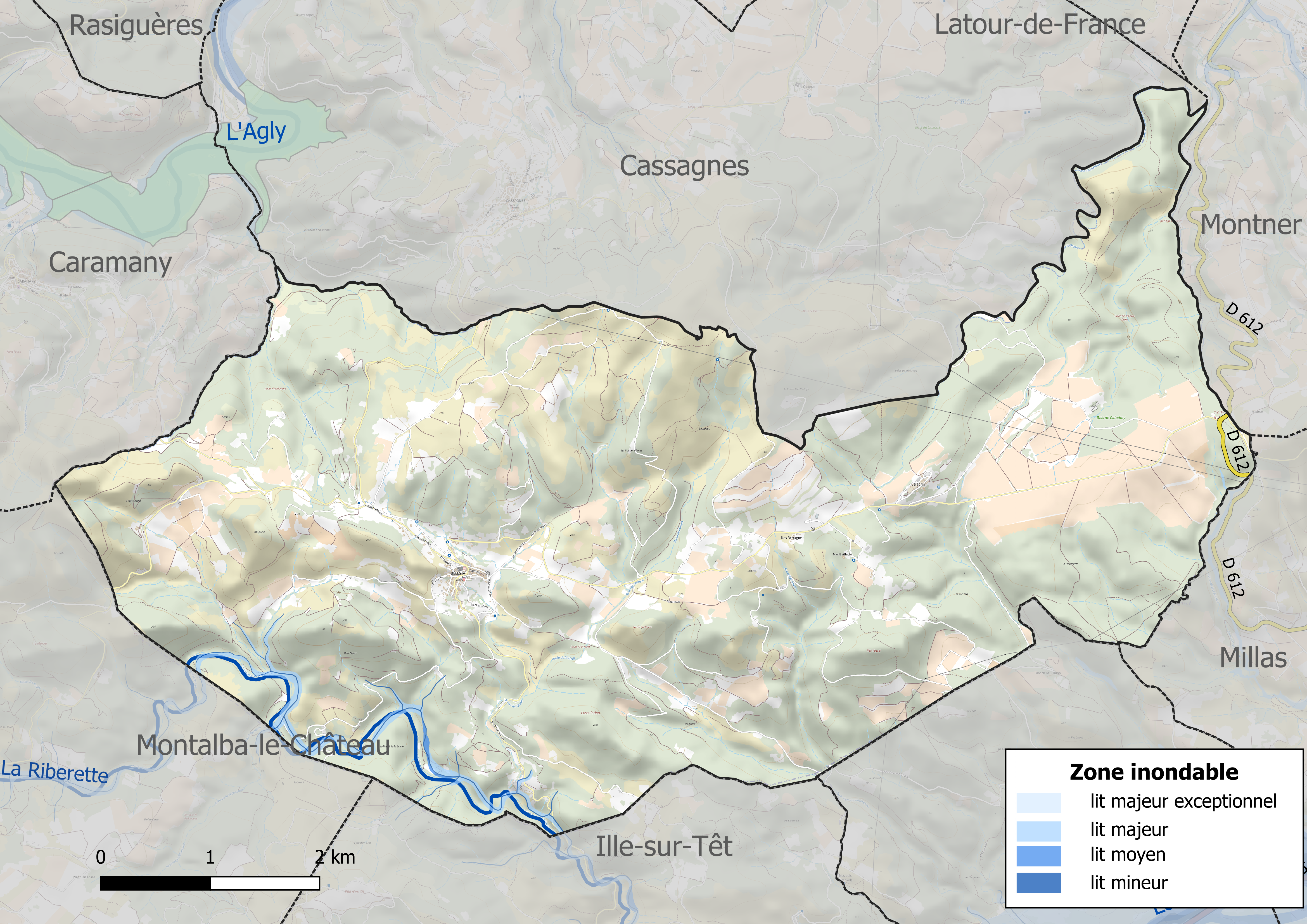
Zones inondables de la commune de Bélesta.

Certaines parties du territoire communal sont susceptibles d’être affectées par le risque d’inondation par crue torrentielle de cours d'eau.
Les mouvements de terrains susceptibles de se produire sur la commune sont soit des glissements de terrains, soit des chutes de blocs, soit des effondrements liés à des cavités souterraines.. L'inventaire national des cavités souterraines permet par ailleurs de localiser celles situées sur la commune

#### Risque particulier
Dans plusieurs parties du territoire national, le radon, accumulé dans certains logements ou autres locaux, peut constituer une source significative d’exposition de la population aux rayonnements ionisants. Toutes les communes du département sont concernées par le risque radon à un niveau plus ou moins élevé. Selon la classification de 2018, la commune de Bélesta est classée en zone 3, à savoir zone à potentiel radon significatif.

## Toponymie
En occitan, le nom de la commune est Belhestar et en catalan, Bellestar. Elle est appelée traditionnellement  Belhestar de la Frontièra en occitan et Bellestar de la Frontera en catalan. Cette dénomination vient du fait que, entre le XIIIe et le XVIIe siècle, le territoire du village jouxtait au nord l'ancienne frontière séparant le royaume de France du royaume d'Aragon, frontière établie en 1258 par le traité de Corbeil et supprimée en 1659 par le traité des Pyrénées.
Le peuplement d'origine se nommait Riberach. Il se déplace vers le milieu du XIIe siècle, sans doute pour des raisons défensives, et la nouvelle implantation prend alors le nom de Bel Estar. La première mention du nouveau nom date de 1173 (alode de Riberacho seu de Pulcro novo Estar). En 1312, à propos du château, on parle de castrum de Pulchro Stare. Pulcro ou pulchro vient du latin pulcher, ayant pour sens « beau » ou « joli ».

## Histoire

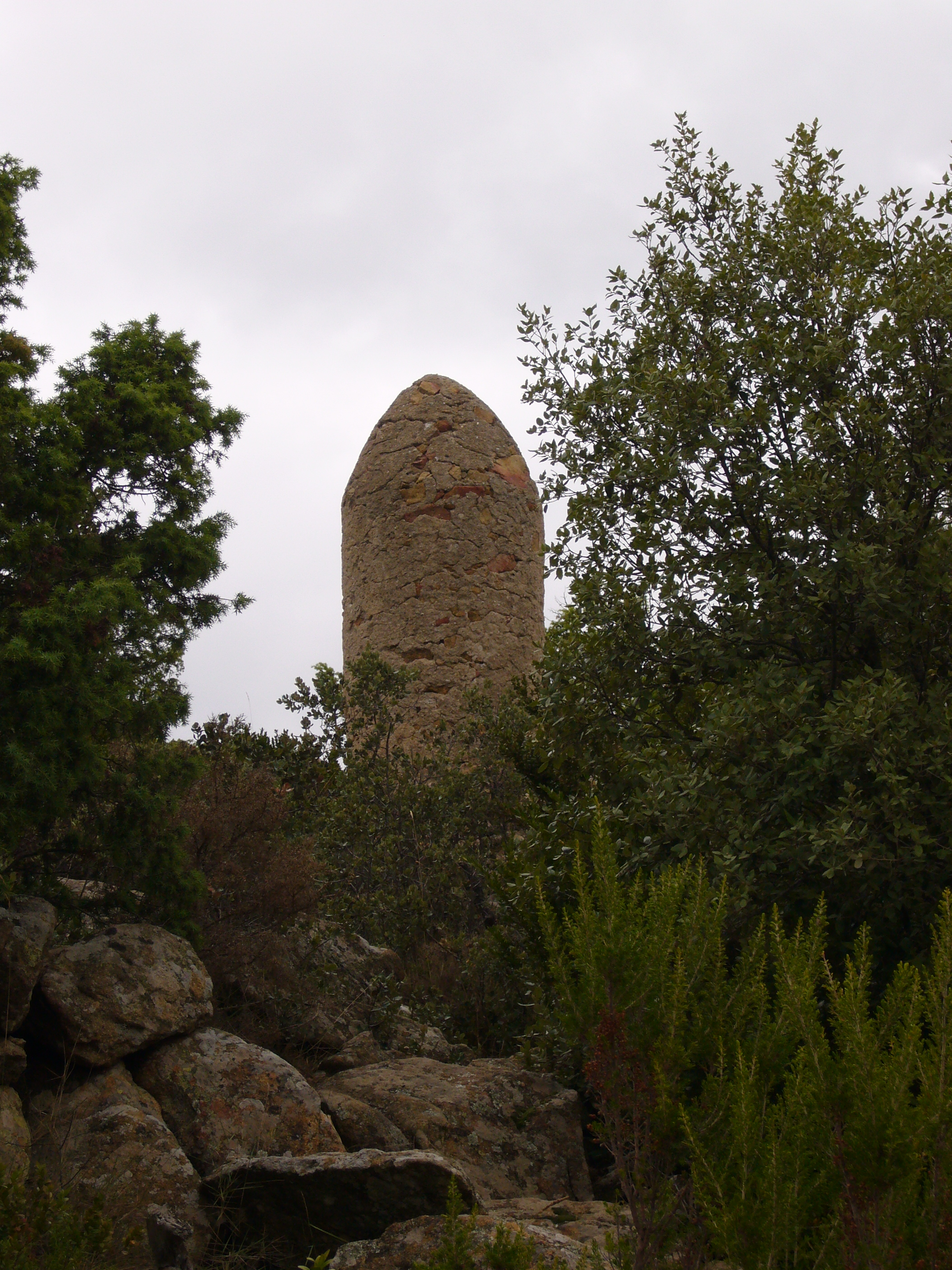
Borne frontière, marquant l'ancienne limite du royaume de France, au sud du village.

Les lieux de Caladroy et Jonquerolles sont cités dès 1020 dans le testament de Bernard de Besalú.
En août 1260, les habitants de Bélesta sont excommuniés pour s'être appropriés les revenus de l'église de Saint-Barthélémy de Jonquerolles.

## Politique et administration

### Canton
En 1790, la commune de Bélesta est incluse dans le canton de Latour-de-France, qu'elle ne quitte plus par la suite,.
À compter des élections départementales de 2015, la commune est incluse dans le nouveau canton de la Vallée de l'Agly.

### Liste des maires

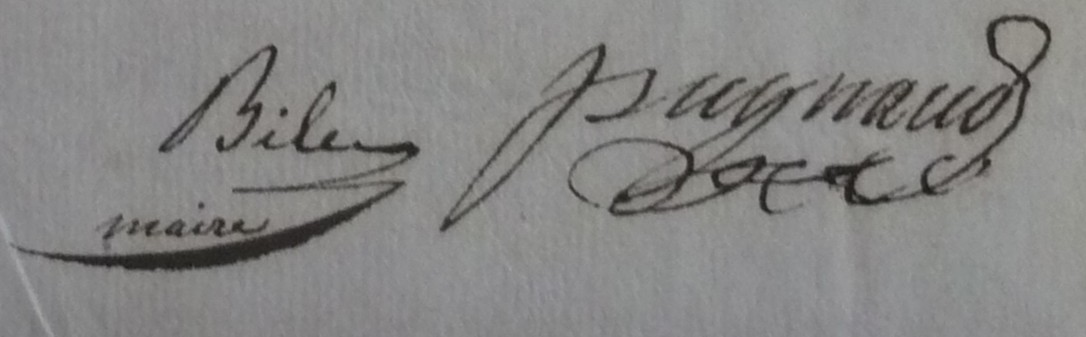
Signatures des maires (ancien et nouveau) en 1815.

| Période   | Période   | Identité           | Étiquette | Qualité |
| --------- | --------- | ------------------ | --------- | ------- |
| 1792      | 1792      | Nicolas Malet      |           |         |
| 1792      | 1793      | Jean-Paul Laurent  |           |         |
| 1793      | 1801      | Jacques Biles      |           |         |
| 1801      | 1808      | François Olive     |           |         |
| 1808      | juin 1815 | Jacques Biles      |           |         |
| juin 1815 | 1816      | Baptiste Pugnaud   |           |         |
| 1816      | 1820      | Jacques Biles      |           |         |
| 1820      | 1830      | Baptiste Pugnaud   |           |         |
| 1830      | 1831      | Dominique Bergès   |           |         |
| 1831      | 1831      | Jacques Chaluleu   |           |         |
| 1831      | 1834      | Étienne Chaluleu   |           |         |
| 1834      | 1835      | Jacques Biles      |           |         |
| 1835      | 1840      | Étienne Mérou      |           |         |
| 1840      | 1846      | Ballagar Delonca   |           |         |
| 1846      | 1855      | Étienne Mérou      |           |         |
| 1855      | 1864      | Pierre Marquet     |           |         |
| 1864      | 1865      | Prosper Biles      |           |         |
| 1865      | 1871      | Pierre Mérou       |           |         |
| 1871      | 1896      | Jean Vidal         |           |         |
| 1896      | 1900      | Jean Olive         |           |         |
| 1900      | 1904      | Jean Roque         |           |         |
| 1904      | 1908      | Auguste Delebart   |           |         |
| 1908      | 1912      | Sixte Chaluleu     |           |         |
| 1912      | 1914      | Léon Vidal         |           |         |
| 1914      | 1917      | Justin Saly        |           |         |
| 1917      | 1919      | Jean Olive         |           |         |
| 1919      | 1935      | Léon Vidal         |           |         |
| 1935      | 1936      | Paul Biles         |           |         |
| 1936      | 1945      | Pierre Pasquier    |           |         |
| 1945      | 1953      | Joseph Lacour      |           |         |
| 1953      | 1962      | Pierre Pasquier    |           |         |
| 1962      | 1977      | Norbert Saly       |           |         |
| 1977      | 2001      | Louis Baills       |           |         |
| 2001      | 2007      | Gilbert Bourniole  | DVD       |         |
| 2007      | mars 2014 | Roger Morin        |           |         |
| mars 2014 | En cours  | Frédéric Bourniole |           |         |

## Population et société

### Démographie ancienne
La population est exprimée en nombre de feux (f) ou d'habitants (H).
| 1693 | 1709 | 1720 | 1774 | 1788  | 1789 |
| ---- | ---- | ---- | ---- | ----- | ---- |
| 22 f | 47 f | 47 f | 52 f | 237 H | 48 f |

### Démographie contemporaine
L'évolution du nombre d'habitants est connue à travers les recensements de la population effectués dans la commune depuis 1793. Pour les communes de moins de 10 000 habitants, une enquête de recensement portant sur toute la population est réalisée tous les cinq ans, les populations de référence des années intermédiaires étant quant à elles estimées par interpolation ou extrapolation. Pour la commune, le premier recensement exhaustif entrant dans le cadre du nouveau dispositif a été réalisé en 2008.

En 2022, la commune comptait 241 habitants, en évolution de +7,11 % par rapport à 2016 (Pyrénées-Orientales : +3,92 %, France hors Mayotte : +2,11 %).
| 1793 | 1800 | 1806 | 1821 | 1831 | 1836 | 1841 | 1846 | 1851 |
| ---- | ---- | ---- | ---- | ---- | ---- | ---- | ---- | ---- |
| 177  | 279  | 311  | 362  | 411  | 394  | 415  | 439  | 425  |

| 1856 | 1861 | 1866 | 1872 | 1876 | 1881 | 1886 | 1891 | 1896 |
| ---- | ---- | ---- | ---- | ---- | ---- | ---- | ---- | ---- |
| 428  | 405  | 433  | 440  | 436  | 451  | 437  | 452  | 425  |

| 1901 | 1906 | 1911 | 1921 | 1926 | 1931 | 1936 | 1946 | 1954 |
| ---- | ---- | ---- | ---- | ---- | ---- | ---- | ---- | ---- |
| 475  | 461  | 448  | 425  | 429  | 409  | 463  | 364  | 388  |

| 1962 | 1968 | 1975 | 1982 | 1990 | 1999 | 2006 | 2008 | 2013 |
| ---- | ---- | ---- | ---- | ---- | ---- | ---- | ---- | ---- |
| 318  | 312  | 262  | 247  | 223  | 215  | 214  | 213  | 227  |

| 2018 | 2022 | - | - | - | - | - | - | - |
| ---- | ---- | - | - | - | - | - | - | - |
| 217  | 241  | - | - | - | - | - | - | - |

| selon la population municipale des années : | 1968 | 1975 | 1982 | 1990 | 1999 | 2006 | 2009 | 2013 |
| Rang de la commune dans le département      | 122  | 112  | 126  | 130  | 141  | 140  | 142  | 138  |
| Nombre de communes du département           | 232  | 217  | 220  | 225  | 226  | 226  | 226  | 226  |

### Enseignement
Le secteur du collège est Ille-sur-Têt.

### Manifestations culturelles et festivités
- Fête patronale et communale : 24 et 25 août[44] ;
- Journées de la céramique de Bélesta : fin avril-début mai.

## Économie

### Revenus
En 2018, la commune compte 111 ménages fiscaux, regroupant 248 personnes. La médiane du revenu disponible par unité de consommation est de 16 580 € (19 350 € dans le département).

### Emploi
|                | 2008   | 2013   | 2018   |
| -------------- | ------ | ------ | ------ |
| Commune        | 10,8 % | 17,4 % | 19,7 % |
| Département    | 10,3 % | 12,9 % | 13,3 % |
| France entière | 8,3 %  | 10 %   | 10 %   |

En 2018, la population âgée de 15 à 64 ans s'élève à 122 personnes, parmi lesquelles on compte 76,2 % d'actifs (56,6 % ayant un emploi et 19,7 % de chômeurs) et 23,8 % d'inactifs,. Depuis 2008, le taux de chômage communal (au sens du recensement) des 15-64 ans est supérieur à celui de la France et du département.
La commune fait partie de la couronne de l'aire d'attraction de Perpignan, du fait qu'au moins 15 % des actifs travaillent dans le pôle,. Elle compte 43 emplois en 2018, contre 51 en 2013 et 37 en 2008. Le nombre d'actifs ayant un emploi résidant dans la commune est de 71, soit un indicateur de concentration d'emploi de 60,2 % et un taux d'activité parmi les 15 ans ou plus de 51,9 %.
Sur ces 71 actifs de 15 ans ou plus ayant un emploi, 26 travaillent dans la commune, soit 37 % des habitants. Pour se rendre au travail, 80,3 % des habitants utilisent un véhicule personnel ou de fonction à quatre roues, 11,3 % s'y rendent en deux-roues, à vélo ou à pied et 8,5 % n'ont pas besoin de transport (travail au domicile).

### Activités hors agriculture
19 établissements sont implantés  à Bélesta au 31 décembre 2019.
Le secteur du commerce de gros et de détail, des transports, de l'hébergement et de la restauration est prépondérant sur la commune puisqu'il représente 26,3 % du nombre total d'établissements de la commune (5 sur les 19 entreprises implantées  à Bélesta), contre 30,5 % au niveau départemental.

### Agriculture
|               | 1988 | 2000 | 2010 | 2020 |
| ------------- | ---- | ---- | ---- | ---- |
| Exploitations | 58   | 35   | 15   | 8    |
| SAU (ha)      | 517  | 589  | nd   | 192  |

La commune est dans les « Corbières du Roussillon », une petite région agricole occupant le nord du département des Pyrénées-Orientales. En 2020, l'orientation technico-économique de l'agriculture  sur la commune est la viticulture. Huit exploitations agricoles ayant leur siège dans la commune sont dénombrées lors du recensement agricole de 2020 (58 en 1988). La superficie agricole utilisée est de 192 ha,,.

## Culture locale et patrimoine

### Langue locale
Bélesta se situe dans la zone linguistique occitane, où la voyelle "u" est prononcée [y] et non [u], ce qui est un fait reconnu par les chercheurs, occitanistes et catalanistes.

### Monuments et lieux historiques
- Bornes frontières.
- Château de Bélesta, du XIIe siècle, qui abrite un musée.

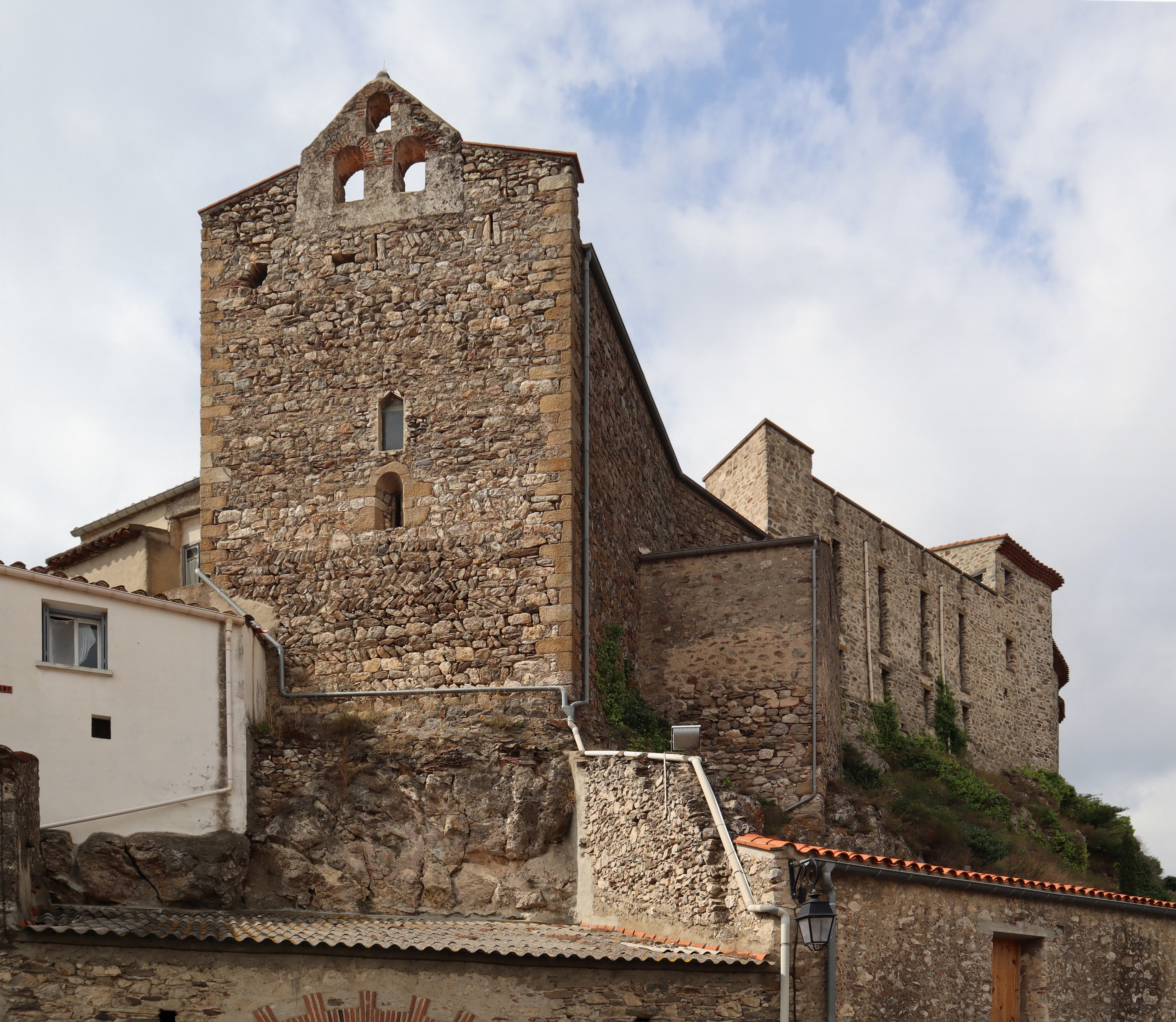
Église Saint-Barthélemy de Bélesta (vue nord-est)

- Caune de Bélesta, grotte où furent trouvés des vestiges préhistoriques dont certains sont exposés au musée du château.
- Puits à glace.
- Dolmen de Bélesta.
- L'église Saint-Barthélemy de Bélesta, église romane.
- L'église Saint-Barthélemy de Jonqueroles, autre église romane, en ruines.
- Château de Caladroy.
- Chapelle Saint-Michel du château de Caladroy.
- Chapelle du Sacré-Cœur de Jésus du château de Caladroy.
- Llébrès, hameau d'origine médiévale en ruine.

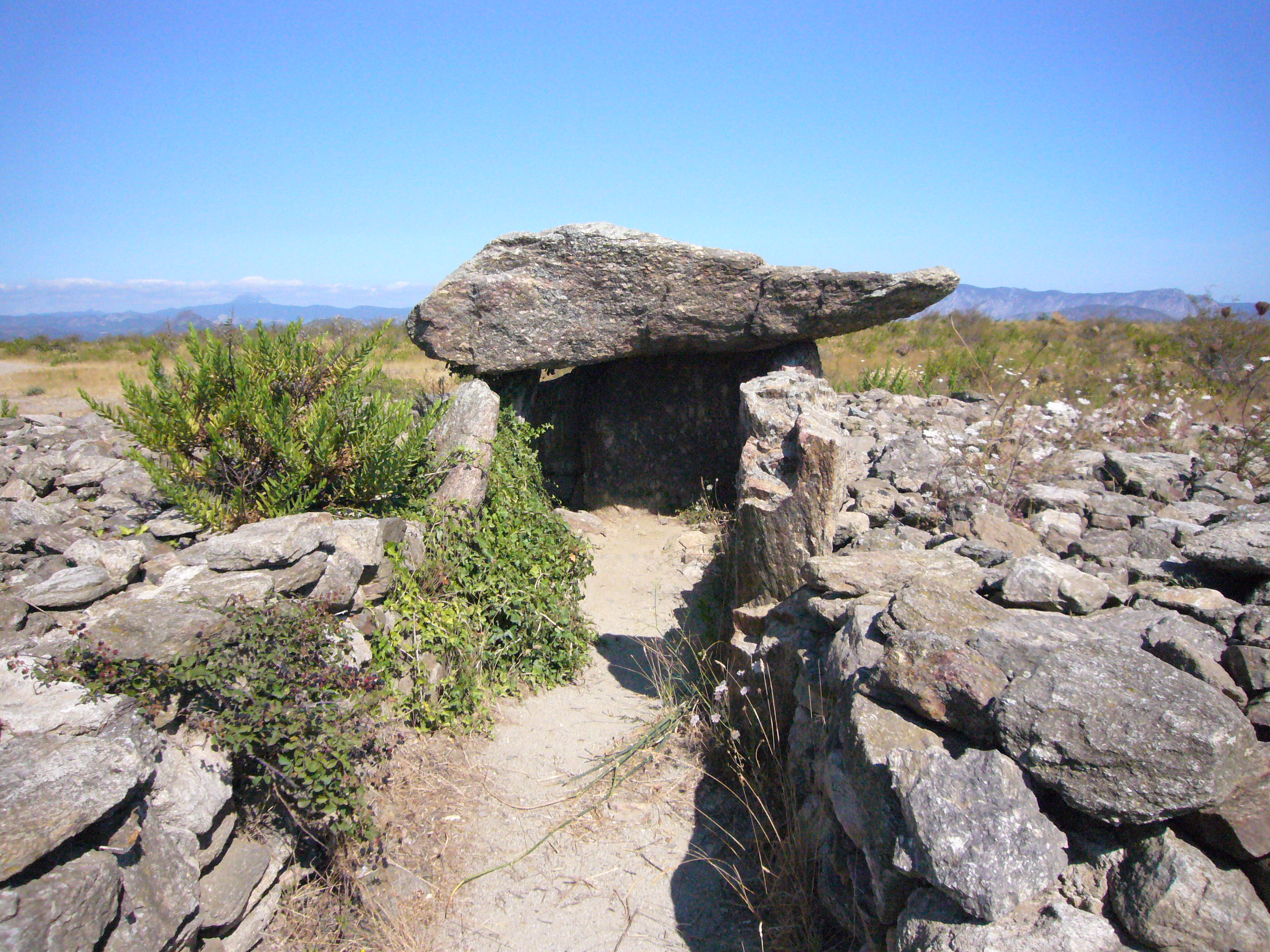
Le dolmen de Bélesta
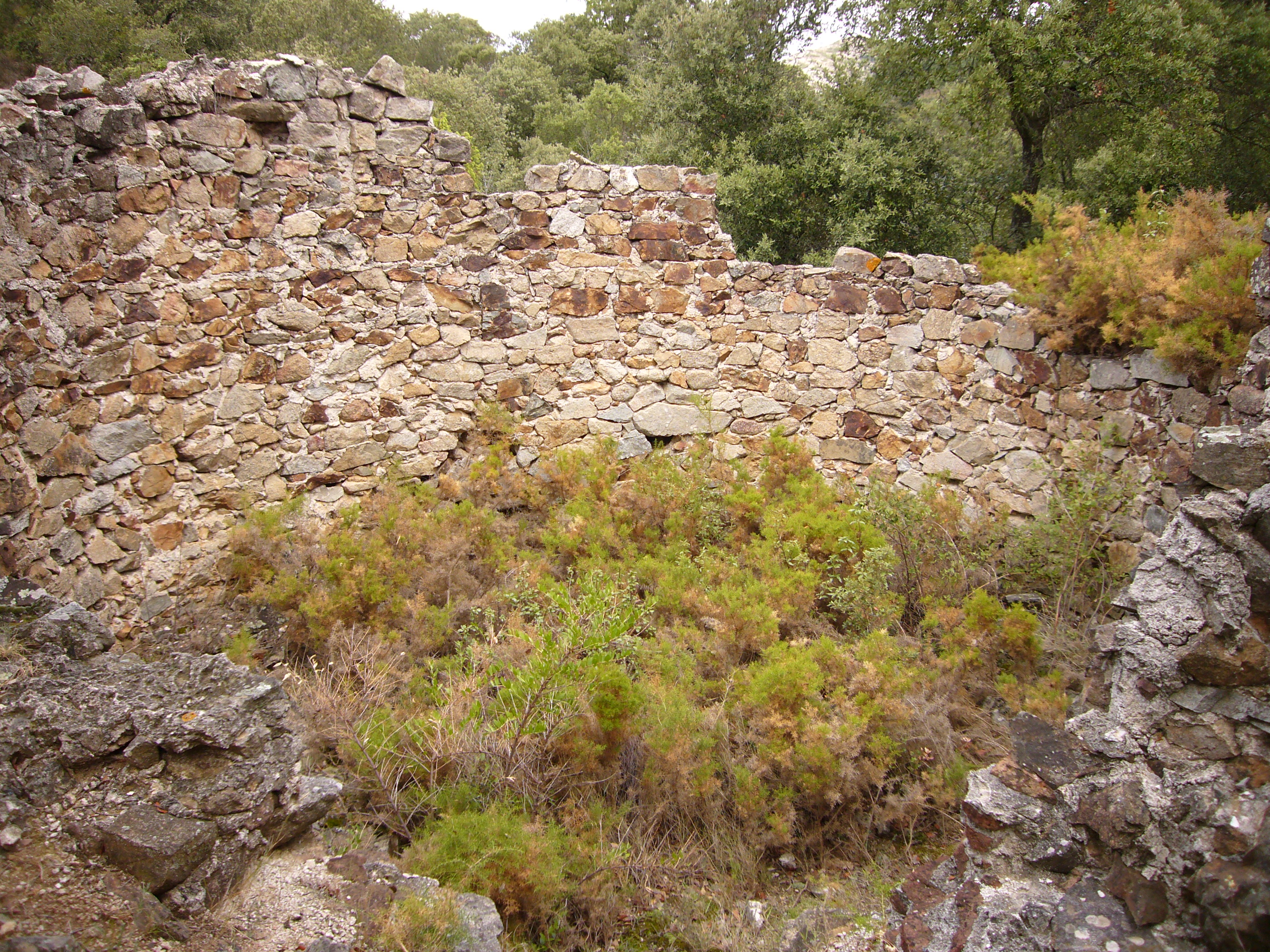
Puits à glace
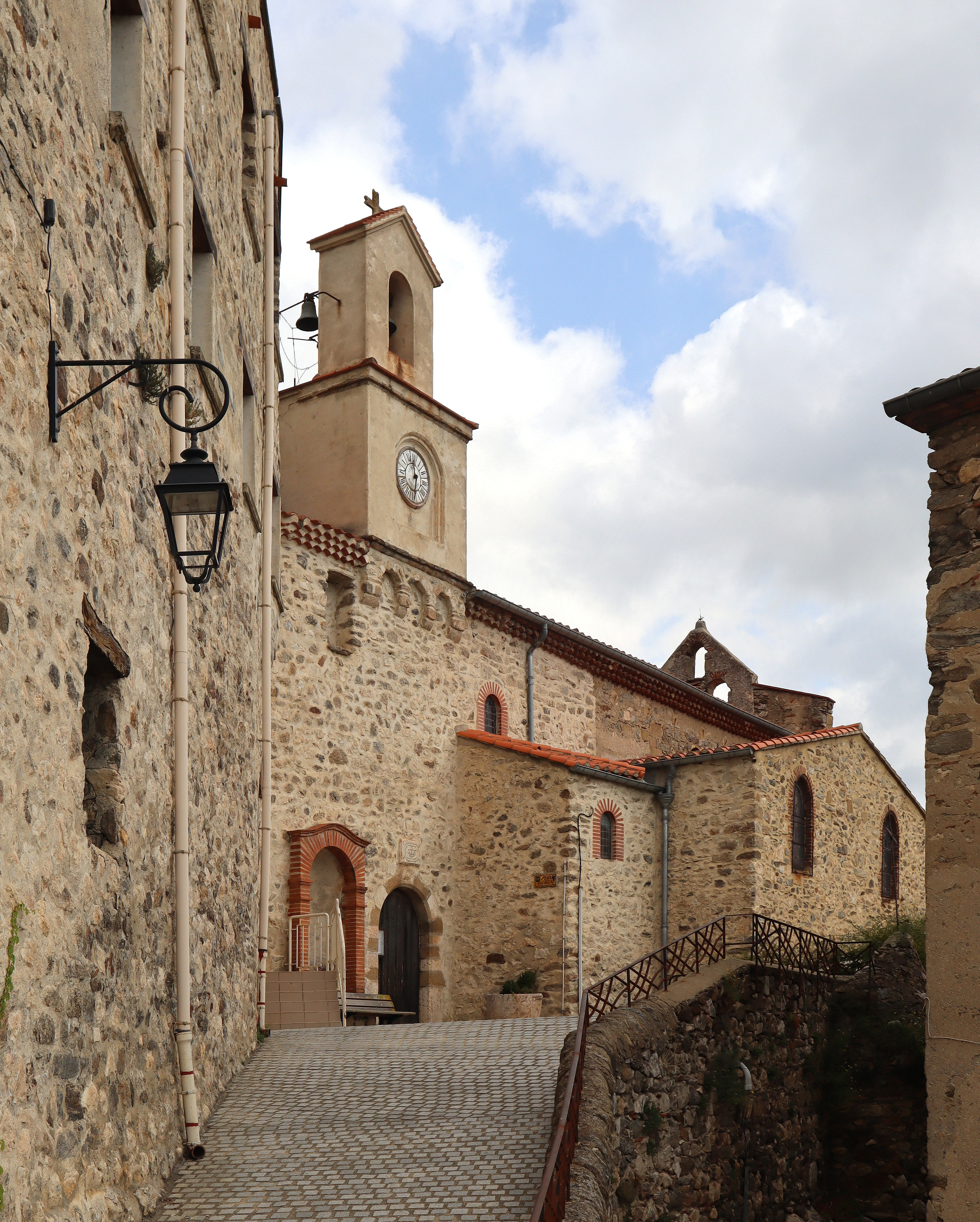
Église Saint-Barthélemy de Bélesta (vue ouest)
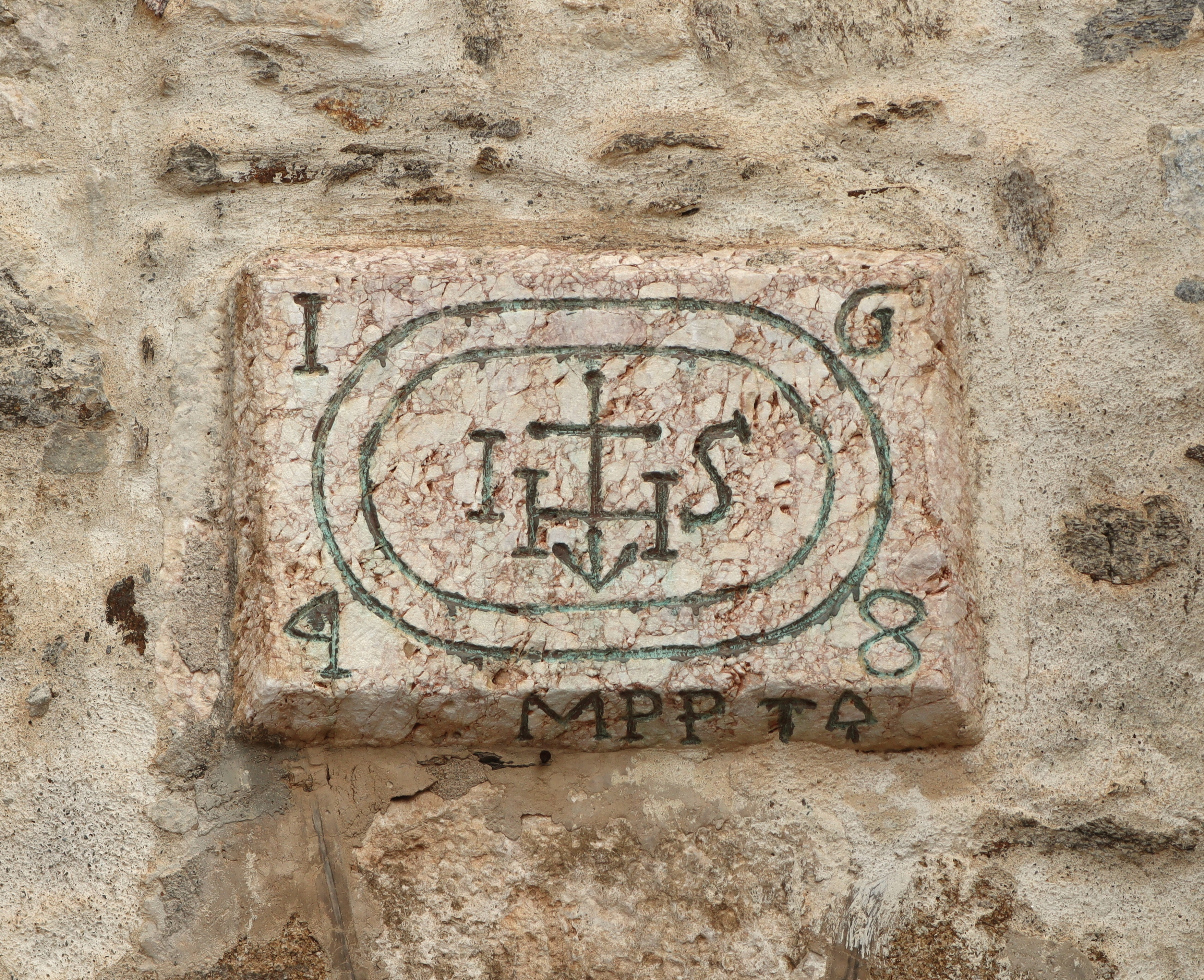
Inscription au-dessus du portail de l'Église Saint-Barthélemy de Bélesta, date 1648
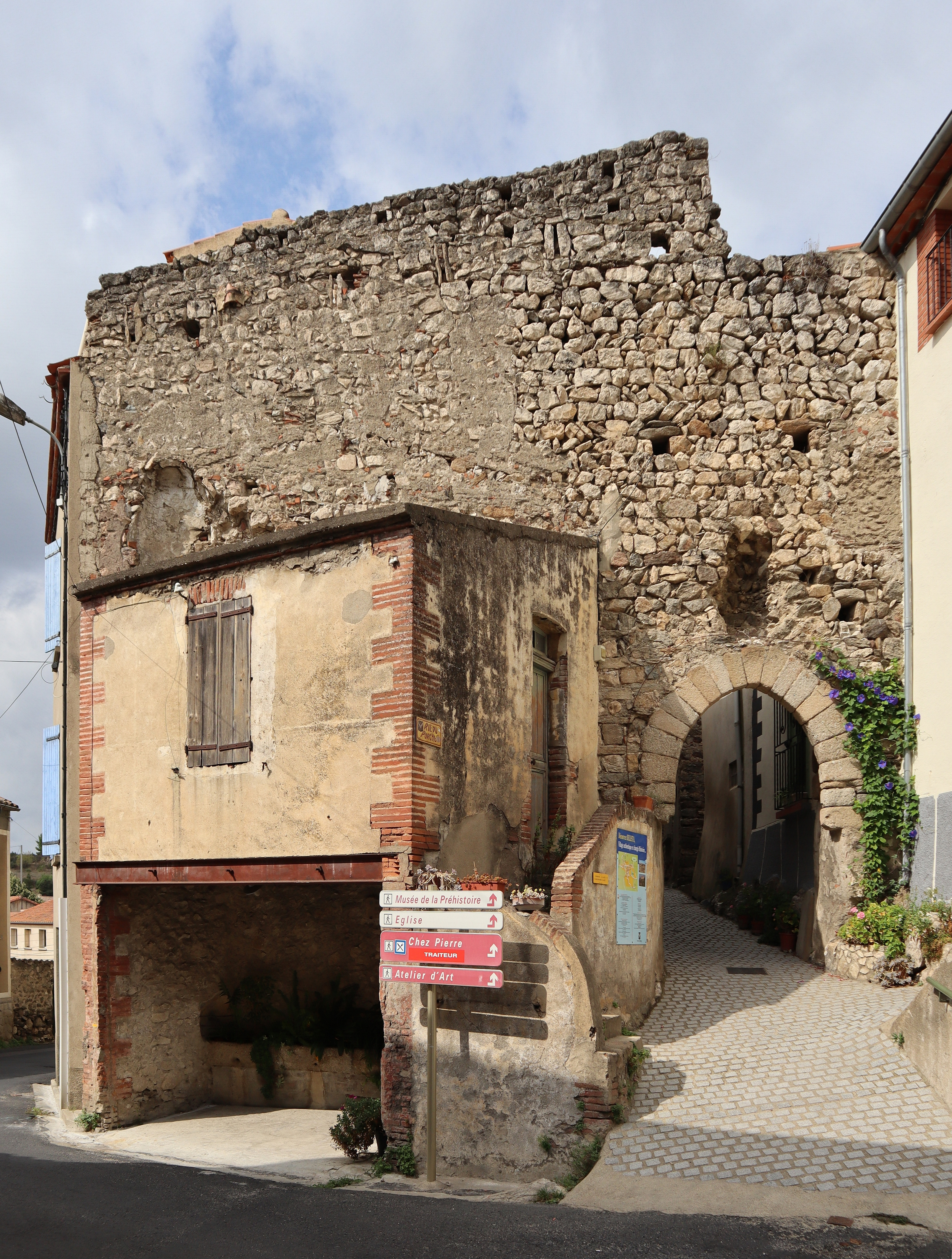
Ancienne porte fortifiée
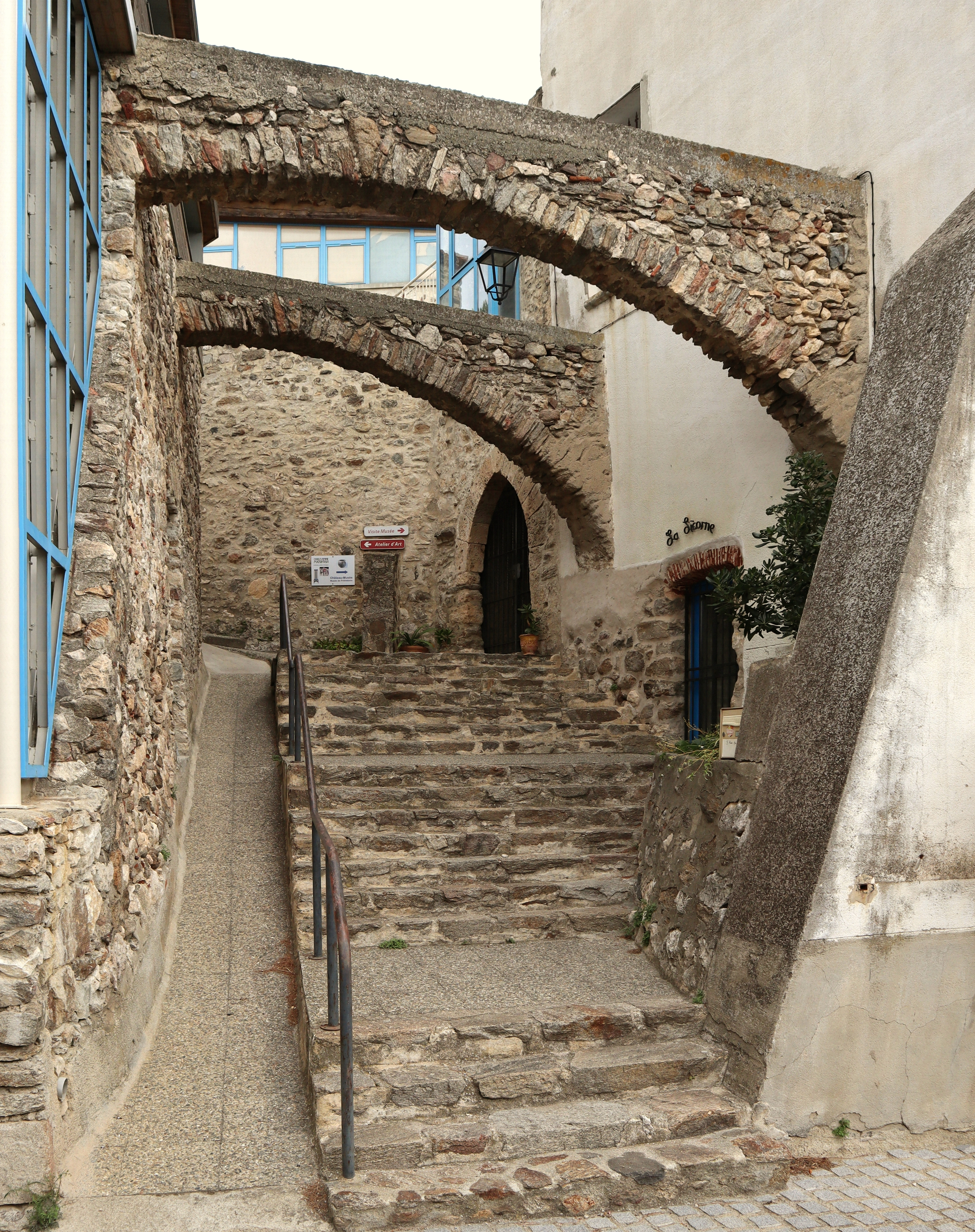
Musée de la Préhistoire
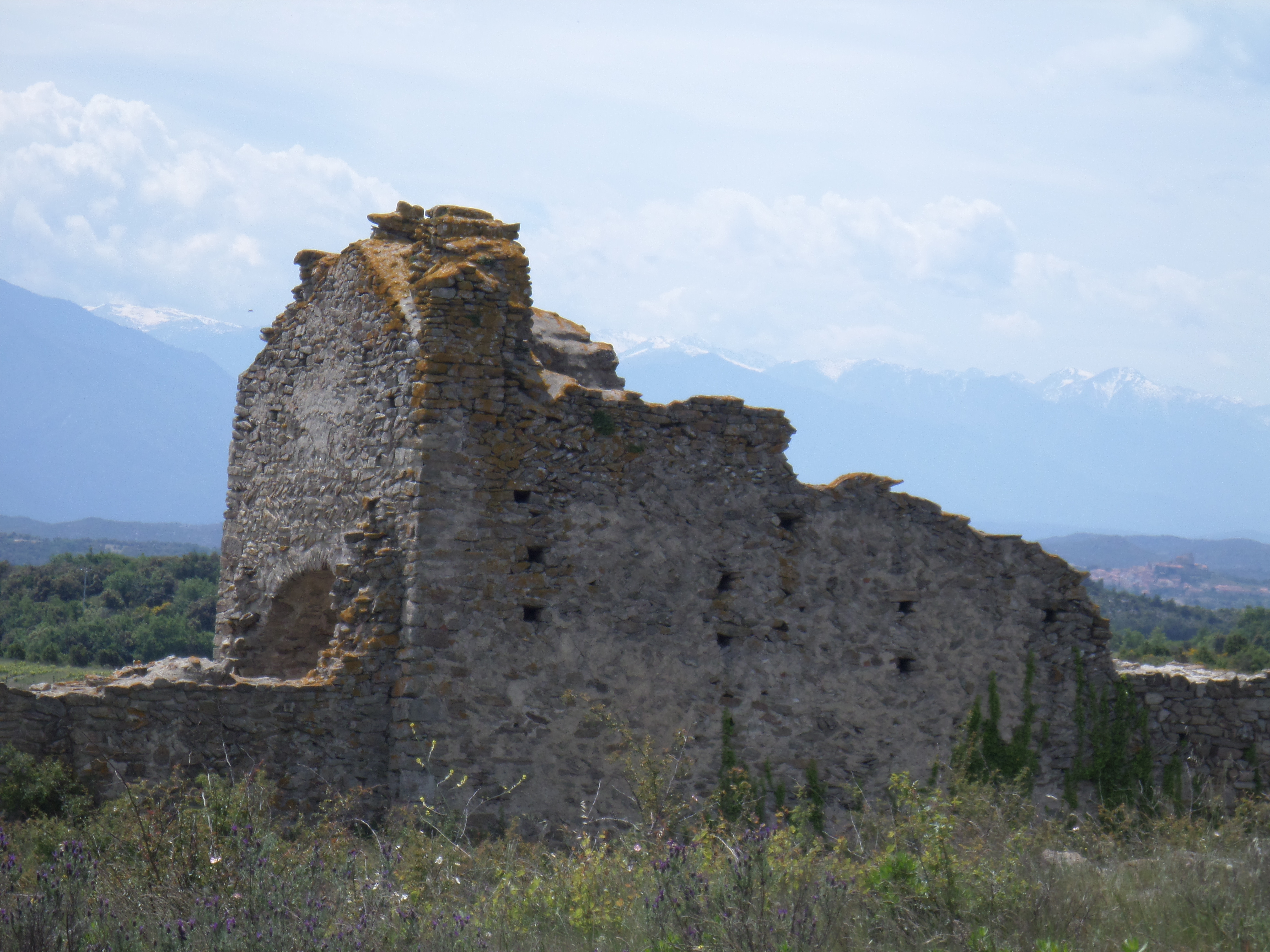
Église Saint-Barthélemy de Jonqueroles
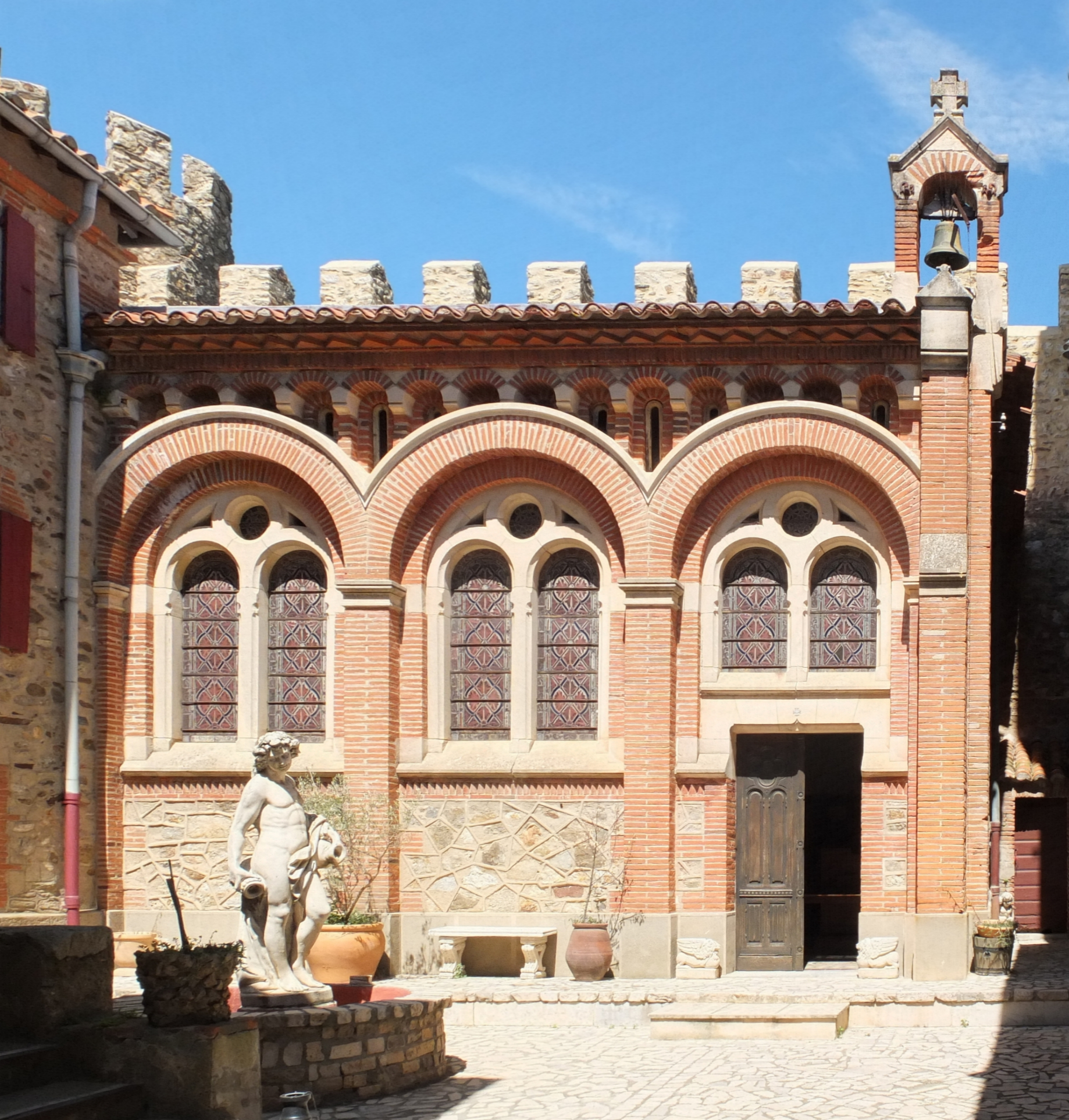
Chapelle du Sacré-Cœur de Jésus du château de Caladroy
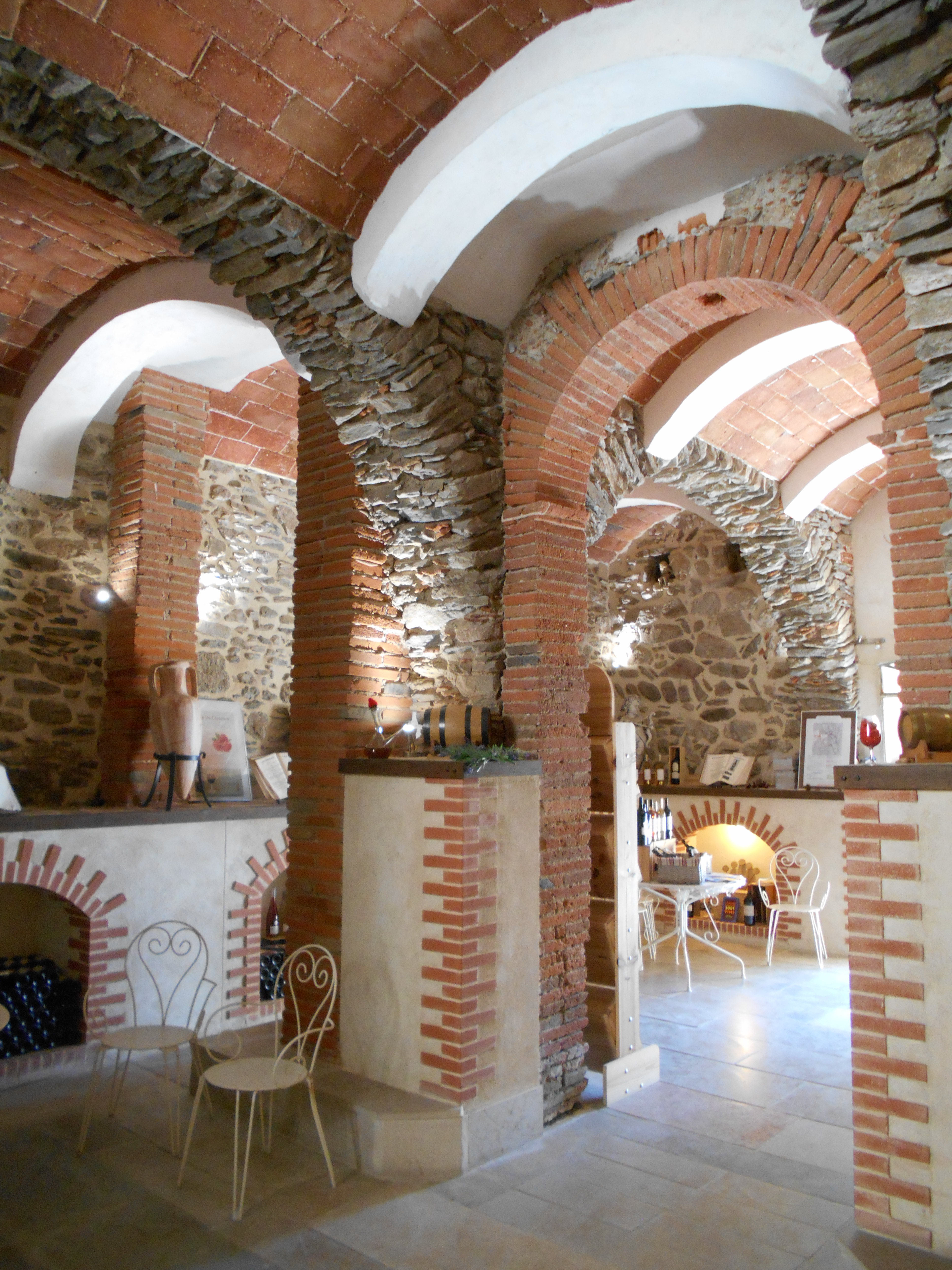
Chapelle Saint-Michel du château de Caladroy
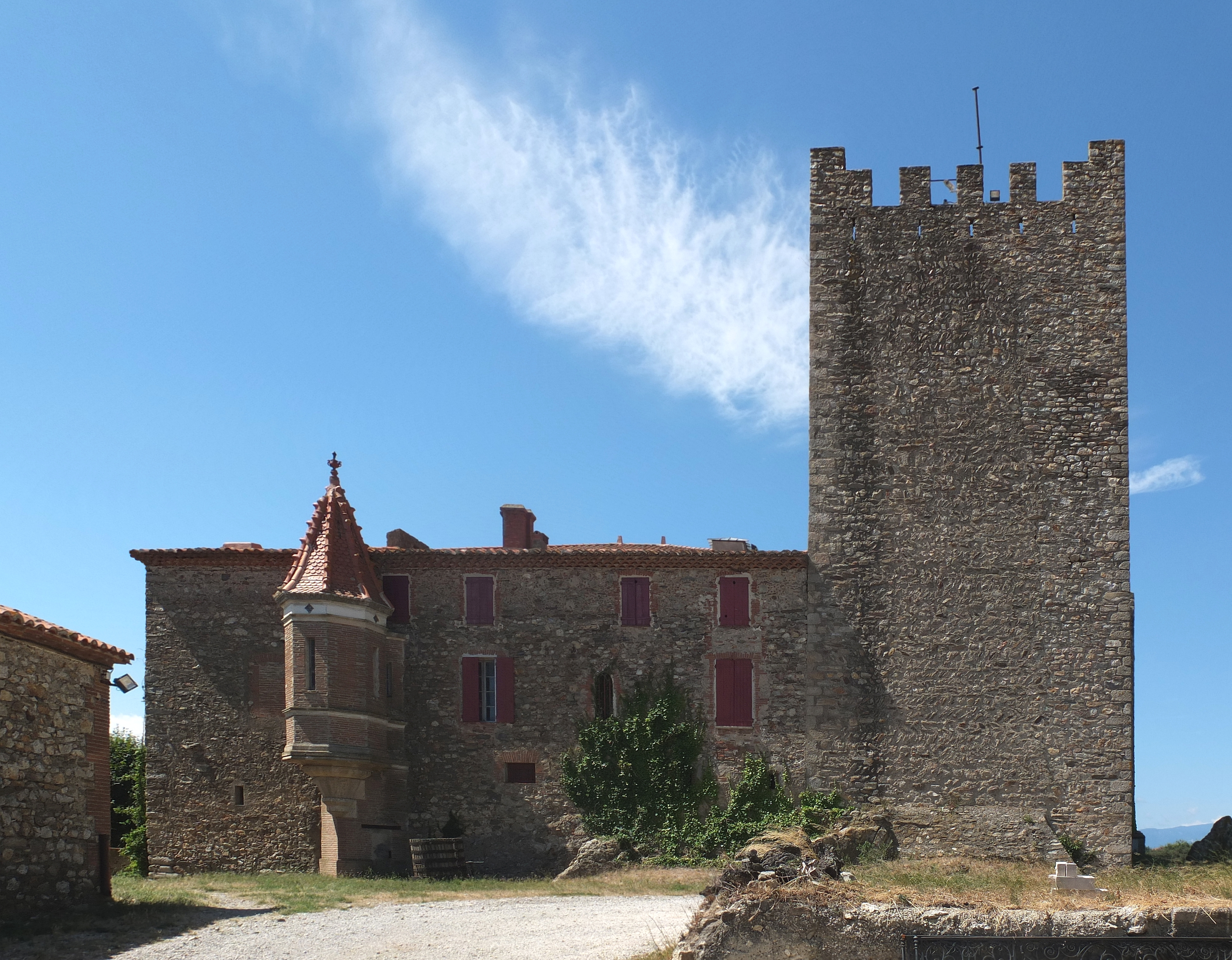
Château de Caladroy

### Héraldique
| Armes de Bélesta | Les armes peuvent se blasonner ainsi : De sable au chevron renversé d'argent accompagné de trois macles mal ordonnées du même. |